# Twin Star Exorcists
Twin Star Exorcists (双星の陰陽師?, Sōsei no onmyōji) è un manga scritto e disegnato da Yoshiaki Sukeno. Serializzato sul Jump Square di Shūeisha dal 4 ottobre 2013 al 4 settembre 2024, in Italia è stato acquistato da Panini Comics per Planet Manga. Un adattamento anime, prodotto da Pierrot, è stato trasmesso in Giappone tra il 6 aprile 2016 e il 29 marzo 2017. Un videogioco basato sulla serie è stato pubblicato a gennaio 2017 per PlayStation Vita.

## Personaggi
Rokuro Enmadō (焔魔堂 ろくろ?, Enmadō Rokuro)
Doppiato da: Natsuki Hanae
Rokuro è un quattordicenne che frequenta ancora la scuola media, anche se durante l'anime vi sarà un salto temporale di due anni, passando cosi ai giorni in cui avrà compiuto i suoi sedici anni diventando studente delle superiori. Da sempre ha sognato di intraprendere il percorso che lo avrebbe portato ad essere l'esorcista più forte di tutti. Gli esorcisti hanno infatti il compito di distruggere tutti i Kegare (mostri maligni) presenti nel Magano (realtà parallela) e formatisi dai sentimenti impuri degli umani. A seguito della tragedia di Hinatsuki, tuttavia, aveva deciso di lasciare per sempre il campo di battaglia, promettendo a se stesso di non combattere più. Solo dopo aver incontrato Benio, arrivata da Kyoto, capisce che tutto quello che fino a quel momento aveva creduto opportuno, era solo un gesto egoistico. Decide così di riprendere a combattere nel Magano per proteggere le persone a lui care. Rokuro e Benio rappresentano le Stelle Gemelle, ossia gli esorcisti che avranno il compito di mettere alla luce il Miko, l'unico esorcista talmente potente da distruggere per sempre il Magano e tutte le forme di oscurità esistenti.
Rokuro è una persona impulsiva e testarda, tuttavia dimostra più volte di avere un grande cuore, soprattutto nei confronti delle persone a lui care e nei confronti di Benio, della quale si innamorerà sempre più durante le loro vicende, per confessarle poi, una volta per tutte, i suoi sentimenti.
Benio Adashino (化野 紅緒?, Adashino Benio)
Doppiata da: Megumi Han
Benio è una studentessa quattordicenne frequentante la scuola media, anche se durante l'anime vi sarà un salto temporale che la porterà ai suoi sedici anni di vita e a diventare ufficialmente una studentessa delle superiori. Benio è l'erede della prestigiosa famiglia Adashino, famiglia di esorcisti eccezionali. Tuttavia, all'età di otto anni, perse sia il padre che la madre a causa di un Basara (un Kegare con forma umana) di nome Kamui. Rimanendo soltanto lei ed il suo fratello gemello Yuto, essi vengono divisi, decidendo che solo Benio dovrà rivestire il ruolo di capofamiglia della famiglia Adashino. Da sempre sogna di poter diventare l'esorcista più forte di tutti per poter vendicare i suoi genitori. Soltanto dopo aver incontrato Rokuro si rende conto che il sentimento di vendetta non può essere l'unica spinta motivazionale. Decide così di combattere sia per se stessa, che per proteggere tutti gli amici che è stata in grado di farsi grazie a Rokuro. Scopre di essere una Stella Gemella insieme a Rokuro e di dover dare alla luce il Miko, unico esorcista in grado di purificare tutto l'universo. Tuttavia si rifiuta categoricamente di concepire un figlio con Rokuro.
Benio ha un carattere apparentemente freddo e distaccato, ma grazie a Rokuro imparerà ad aprirsi sempre più, a manifestare i suoi sentimenti e a difendere ciò a cui tiene. Nel corso della storia comincerà a provare forti sentimenti per Rokuro, arrivando anch’essa a confessarglieli.
Yūto Ijika (石鏡 悠斗?, Ijika Yūto)
Doppiata da: Ayumu Murase
Yuto Adashino è il fratello gemello di Benio. Ha cambiato nome dopo la divisione dalla sorella, per divenire Yuto Ijika. Viene portato al dormitorio Hinatsuki e sarà anch’esso partecipe alla tragedia a cui ha assisto anche Rokuro. Per diversi anni le sue tracce vengono perse, fino a quando non incontra Rokuro nel Magano. Yuto Ijika è un personaggio perverso, che desidera diventa l'esorcista più forte di tutti per combattere e sconfiggere definitivamente Rokuro, per il quale prova una vera e propria ossessione. Nei confronti di Benio mostra il disprezzo più assoluto, arrivando a non considerarla nemmeno degna di vivere.
Mayura Otomi (音海 繭良?, Otomi Mayura)
Doppiata da: Yū Serizawa
Mayura è un’amica di infanzia di Rokuro. L'ha conosciuto dopo che esso, a seguito della tragedia del dormitorio Hinatsuki, è stato trasferito al dormitorio Seika, nella prefettura di Narukami. È la nipote del custode di tale dormitorio e la figlia di Seigen, uno dei Dodici Generali Celesti, ossia gli esorcisti più forti di tutti. Nel corso della storia decide di intraprendere anche lei la strada che la porterà ad essere un’esorcista, combattendo a fianco di tutti gli altri esorcisti, compresi Rokuro e Benio. Prova sentimenti profondi e segreti per Rokuro, che però non verranno mai ricambiati in quanto questo si innamorerà di Benio. Tuttavia, si prospetta un happy ending anche per lei grazie a Shimon, uno dei Dodici Generali Celesti, per il quale comincerà a provare qualcosa.
Seigen Amawaka (天若 清弦?, Amawaka Seigen)
Doppiato da: Jun'ichi Suwabe

## Media

### Manga
Il manga, scritto e disegnato da Yoshiaki Sukeno, è stato serializzato sulla rivista Jump Square di Shūeisha dal 4 ottobre 2013 al 4 settembre 2024. Il primo volume tankōbon è stato pubblicato il 4 febbraio 2014 e al 1º novembre 2024 ne sono stati messi in vendita in tutto trentacinque.
Sul numero 11 della rivista Jump Square è stato comunicato che la serie sarebbe entrata nell'arco finale a novembre 2020. Nel giugno 2024, Sukeno ha annunciato che il manga si concluderà in tre capitoli.
In Italia la serie è stata annunciata in occasione del Napoli Comicon 2016 da Panini Comics per Planet Manga, che ha pubblicato i volumi dal 6 ottobre 2016 al 15 maggio 2025. In America del Nord, invece, i diritti sono stati acquistati da Viz Media.

#### Volumi
| 1  | 4 febbraio 2014 | ISBN 978-4-08-880015-8 | 6 ottobre 2016    | —                      |
| 1  | Capitoli - 1. Rokuro e Benio (ろくろと紅緒?, Rokuro to Benio) - 2. L'incrocio delle stelle gemelle (双星交差?, Sōsei kōsa) - 3. Il suono di Magano (禍野の音?, Magano no oto) - Bonus 1. Benio a Kyoto (京都の紅緒?, Kyōto no Benio)                                                                                      |                        |                   |                        |
| 2  | 4 giugno 2014 | ISBN 978-4-08-880117-9 | 1º dicembre 2016  | —                      |
| 2  | Capitoli - 4. ((其は誰ぞ?, So wa dare zo) - 5. (君の勇気、私の勇気?, Kimi no yūki, watashi no yūki) - 6. (ろくろの気持ち?, Rokuro no kimochi) - 7. (交錯する悲劇?, Kōsaku suru higeki) |                        |                   |                        |
| 3  | 3 ottobre 2014 | ISBN 978-4-08-880203-9 | 9 febbraio 2017   | —                      |
| 3  | Capitoli - 8. (邪悪の片鱗?, Jaaku no henrin) - 9. (陰陽師として?, Onmyōji toshite) - 10. (邪悪?, Jaaku) - 11. (新たな星の生まるるが如く?, Aratana hoshi no umaruru ga gotoku) |                        |                   |                        |
| 4  | 5 gennaio 2015 | ISBN 978-4-08-880294-7 | 6 aprile 2017     | —                      |
| 4  | Capitoli - 12. (ある夫婦の初陣?, Aru fūfu no uijin) - 13. (双星昇華?, Sōsei shōka) - 13.5. (破?, Ha) - 14. (私の牙?, Watashi no kiba) - Bonus 2. (紅緒、奮闘?, Benio, funtō) |                        |                   |                        |
| 5  | 1º maggio 2015 | ISBN 978-4-08-880370-8 | 15 giugno 2017    | —                      |
| 5  | Capitoli - 15. (星の奏者?, Hoshi no sōsha) - 16. (ろくろが来た日?, Rokuro ga kita hi) - 17. (ふたつの道、ふたりの道?, Futatsu no michi, futari no michi) - 18. (夢のつづき?, Yume no tsudzuki) |                        |                   |                        |
| 6  | 4 settembre 2015 | ISBN 978-4-08-880473-6 | 10 agosto 2017    | —                      |
| 6  | Capitoli - 19. (星々の躍動?, Hoshiboshi no yakudō) - 20. (虚空の覇者?, Kokū no hasha) - 21. (Perfect Link?) - Bonus 3. (繭良、七変化?, Mayura, shichihenge) - Bonus 4. (ろくろ、沸騰?, Rokuro, futtō) - Bonus 5. (十二天将 ”朱雀” 継承式典?, Jūni tenshō "Suzaku" keishō shikiden)                                        |                        |                   |                        |
| 7  | 4 gennaio 2016 | ISBN 978-4-08-880591-7 | 12 ottobre 2017   | —                      |
| 7  | Capitoli - 22. (呪縛?, Jubaku) - 23. (呪縛無キ空?, Jubaku naki sora) - 24. (敗北の歴史?, Haiboku no rekishi) - 25. (Turnover?) |                        |                   |                        |
| 8  | 4 aprile 2016 | ISBN 978-4-08-880657-0 | 7 dicembre 2017   | —                      |
| 8  | Capitoli - 26. (求めざる者は?, Motomezaru mono wa) - 27. (繭良の戦い?, Mayura no tatakai) - 28. (黒の産声?, Kuro no ubugoe) - 29. (溝鼠の夢?, Dobunezumi no yume) |                        |                   |                        |
| 9  | 4 agosto 2016 | ISBN 978-4-08-880757-7 | 8 febbraio 2018   | —                      |
| 9  | Capitoli - 30. (禍野侵食?, Magano shinshoku) - 31. (俺のコワいモノ?, Ore no kowai mono) - 32. (二人が進む明日...?, Futari ga susumu ashita...) - 33. (双星乖離?, Sōsei kairi) |                        |                   |                        |
| 10 | 2 dicembre 2016 | ISBN 978-4-08-880829-1 | 12 aprile 2018    | —                      |
| 10 | Capitoli - 34. (星集う島?, Hoshi tsudou shima) - 35. (最前線?, Saizensen) - 36. (はじまりの場所、幽玄の彼方?, Hajimari no basho, yūgen no kanata) - 37. (化野の小さな巨人?, Adashino no chīsana kyojin) |                        |                   |                        |
| 11 | 3 marzo 2017 | ISBN 978-4-08-881030-0 | 14 giugno 2018    | —                      |
| 11 | Capitoli - 38. (醜き願い?, Minikuki negai) - 39. (土御門の後継?, Tsuchimikado no kōkei) - 40. (それぞれの3か月?, Sorezore no 3-kagetsu) - Special 1. (双星回帰?, Sōsei kaiki) |                        |                   |                        |
| 12 | 4 luglio 2017 | ISBN 978-4-08-881124-6 | 9 agosto 2018     | —                      |
| 12 | Capitoli - 41. (女の戦い①?, Onna no tatakai①) - 42. (女の戦い②?, Onna no atakai②) - 43. (理想と夢と憧れと?, Risō to yume to akogare to) - 44. (爆燃烈火の波達羅盈城?, Bakunen rekka no Hadarae-jō) |                        |                   |                        |
| 13 | 2 novembre 2017 | ISBN 978-4-08-881167-3 | 11 ottobre 2018   | —                      |
| 13 | Capitoli - 45. (おかえり、勘ちゃん先生?, Okaeri, Kan-chan sensei) - 46. (前へ進みつづける力?, Mae e susumi tsudzukeru chikara) - 47. (俺の名前はトリ丸ではない?, Ore no namae wa Torimaru de wa nai) - 48. (孤独の王?, Kodoku no ō)                                                                                       |                        |                   |                        |
| 14 | 2 marzo 2018 | ISBN 978-4-08-881364-6 | 13 dicembre 2018  | —                      |
| 14 | Capitoli - 49. (宴の終わり?, Utage no owari) - 50. (Hack and Slash?) - 51. (紅緒と神威?, Benio to Kamui) - 52. (少女の地獄?, Shōjo no jigoku) |                        |                   |                        |
| 15 | 4 giugno 2018 | ISBN 978-4-08-881498-8 | 14 febbraio 2019  | —                      |
| 15 | Capitoli - 53. (神威と紅緒?, Kamui to Benio) - 54. (君に伝えたいこと?, Kimi ni tsutae tai koto) - 55. (地獄の蓋?, Jigoku no futa) - 56. (絶望は微笑みと共に?, Zetsubou wa hohoemi to tomo ni) |                        |                   |                        |
| 16 | 4 settembre 2018 | ISBN 978-4-08-881573-2 | 11 aprile 2019    | —                      |
| 16 | Capitoli - 57. (絶望は微笑みと共に?, Zetsubou wa hohoemi to tomo ni) - 58. (儚いお人形の夢?, Hakanai oningyō no yume) - 59. (もう一度約束を?, Mou ichido yakusoku o) - 60. (おやすみなさい、おかあさん?, Oyasuminasai, okaasan)                                                                                           |                        |                   |                        |
| 17 | 4 dicembre 2018 | ISBN 978-4-08-881673-9 | 20 giugno 2019    | —                      |
| 17 | Capitoli - 61. (焔魔堂家 VS しししし銀鏡?, Enmadō-ke tai Shi Shi Shi Shi Shiromi) - 62. (獅子奮迅、陰陽頭?, Shishi funjin, onmyō no kami) - 63. (戦う理由、死ぬ理由?, Tatakau riyū, shinu riyū) - 64. (絶対平行線上の有無?, Zettai heikō senjō no umu)                                                                    |                        |                   |                        |
| 18 | 4 marzo 2019 | ISBN 978-4-08-881767-5 | 22 agosto 2019    | —                      |
| 18 | Capitoli - 65. (変態パンツ男の最期?, Hentai pantsu otoko no saigo) - 66. (僕のお父さん?, Boku no otō-san) - 67. (君の未来のために?, Kimi no mirai no tame ni) - 68. (よ〜し!じゃあこの中で誰が一番強いか勝負だ!!?, Yo〜shi! Jā kono naka de dare ga ichiban tsuyoi ka shōbu da!!)                                         |                        |                   |                        |
| 19 | 4 luglio 2019 | ISBN 978-4-08-881890-0 | 19 dicembre 2019  | —                      |
| 19 | Capitoli - 69. (もう一つのレゾナンス?, Mō hitotsu no rezonansu) - 70. (天馬?, Tenma) - 71. (悠斗?, Yūto) - 72. (双星の陰陽師?, Sōsei no onmyōji) |                        |                   |                        |
| 20 | 4 dicembre 2019 | ISBN 978-4-08-882114-6 | 23 aprile 2020    | —                      |
| 20 | Capitoli - 73. (馬鹿兄貴?, Baka aniki) - 74. (破軍、終熄?, Hagun, shūsoku) - 75. (血の轍?, Chi no wadachi) - 76. (いつまでも ”いつも通り” で?, Itsu made mo "itsumo-doori" de) |                        |                   |                        |
| 21 | 4 marzo 2020 | ISBN 978-4-08-882232-7 | 20 agosto 2020    | —                      |
| 21 | Capitoli - 77. (双星純熟?, Sōsei Junjuku) - 78. (焔魔堂ろくろ浮気疑惑?, Enmadō Rokuro uwaki giwaku) - 79. (恋の嵐、再び?, Koi no arashi, futatabi) - Special 2. (よばひぼし?, Yobahiboshi) |                        |                   |                        |
| 22 | 3 luglio 2020 | ISBN 978-4-08-882320-1 | 17 dicembre 2020  | —                      |
| 22 | Capitoli - 80. (強者の集い?, Kyōja no tsudoi) - 81. (大切な者（または物）のために?, Taisetsu na mono (mata wa mono) no tame ni) - 82. (終局の因子?, Shūkyoku no inshi) - Bonus 6. (双星帰郷?, Sōsei kikyō) |                        |                   |                        |
| 23 | 4 novembre 2020 | ISBN 978-4-08-882439-0 | 15 aprile 2021    | —                      |
| 23 | Capitoli - 83. Incontro (再会?, Saikai) - 84. Una scatola colma di odio, sventura e amicizia (憎悪と災厄と友愛の匣?, Zōo to saiyaku to yūai no hako) - 85. L'unione delle stelle gemelle (双星契合?, Sōsei keigō) - 86. Barriere d'amore, maestri d'amore (愛の関門、恋の師事?, Ai no kanmon, koi no shiji)               |                        |                   |                        |
| 24 | 4 marzo 2021 | ISBN 978-4-08-882587-8 | 12 agosto 2021    | —                      |
| 24 | Capitoli - 87. Un'ombra minacciosa su Tsuchimikado (暗影蠢く土御門?, An'ei ugomeku tsuchimikado) - 88. L'isola del massacro (虐殺の島?, Gyakusatsu no shima) - 89. Il fronte della distruzione (滅びの最前線?, Horobi no saizensen) - 90. We're not gonna take it! (We're Not Gonna Take it!?, Uiā Notto Gona Teiku Itto) |                        |                   |                        |
| 25 | 2 luglio 2021 | ISBN 978-4-08-882722-3 | 10 febbraio 2022  | —                      |
| 25 | Capitoli - 91. L'isola impazzita (怒れる島?, Ikareru shima) - 92. La principessa in trappola (絡繰の姫?, Karaku no hime) - 93. Il principe mimetizzato (擬態王子?, Gitai ōji) - 94. La fiera della pancia piena (どんじゃかぐちゃぐちゃはらいっぱいまつり?, Donjaka gucha-gucha hara ippai matsuri)                       |                        |                   |                        |
| 26 | 4 novembre 2021 | ISBN 978-4-08-882829-9 | 16 giugno 2022    | —                      |
| 26 | Capitoli - 95. Eroine in guerra (戦禍のヒロイン?, Senka no Hiroin) - 96. Gabura, fusione (加布羅、融解?, Gabura, yūkai) - 97. Rombo (地鳴り?, Jinari) - 98. Ti auguro la felicità più triste (世界一悲しい幸せをあなたに願う?, Sekai-ichi kanashii shiawase wo anata ni negau)                                            |                        |                   |                        |
| 27 | 4 febbraio 2022 | ISBN 978-4-08-883024-7 | 13 ottobre 2022   | —                      |
| 27 | Capitoli - 99. (斜陽?, Shayō) - 100. (焔?, Homura) - 101. (ぶらり禍野訪問記?, Burari Magano hōmonki) - 102. (無能の谷?, Munō no tani) |                        |                   |                        |
| 28 | 3 giugno 2022 | ISBN 978-4-08-883130-5 | 12 gennaio 2023   | —                      |
| 28 | Capitoli - 103. (生命?, Inochi) - 104. (セイメイの模倣?, Seimei no mohō) - 105. (塵屑の憂い?, Gomikuzu no urei) - 106. (まん中くらいが丁度いい?, Man'naka kurai ga chōdo ī) |                        |                   |                        |
| 29 | 2 settembre 2022 | ISBN 978-4-08-883235-7 | 8 giugno 2023     | ISBN 978-88-287-5008-6 |
| 29 | Capitoli - 107. (わたしのだいきらいなわたし?, Watashi no daikirai na watashi) - 108. (ピースサイン?, Pīsu Sain) - 109. (最後の宴?, Saigo no utage) - 110. (地獄に咲く花?, Jigoku ni saku hana) |                        |                   |                        |
| 30 | 4 gennaio 2023 | ISBN 978-4-08-883343-9 | 14 settembre 2023 | ISBN 978-88-287-4491-7 |
| 30 | Capitoli - 111. (幸せな結末?, Shiawase na ketsumatsu) - 112. (罪?, Tsumi) - 113. (天翔ける夫婦喧嘩?, Amakakeru fūfu kenka) - 114. (罰?, Batsu) |                        |                   |                        |
| 31 | 2 maggio 2023 | ISBN 978-4-08-883495-5 | 11 gennaio 2024   | ISBN 978-88-287-7598-0 |
| 31 | Capitoli - 115. (魂喚?, Tamashī shōkan) - 116. (もっとも醜い死をあなたに?, Mottomo minikui shi o anata ni) - 117. (命の計り方?, Inochi no hakarikata) - 118. (加布羅・昇天?, Gabura shōten) |                        |                   |                        |
| 32 | 4 settembre 2023 | ISBN 978-4-08-883638-6 | 11 aprile 2024    | ISBN 978-88-287-8394-7 |
| 32 | Capitoli - 119. (託される者、託す者?, Takusareru mono, takusu mono) - 120. (宿怨の連鎖?, Shukuen no rensa) - 121. (感想と考察?, Kansō to kōsatsu) - 122. (たった一滴の“正”?, Tatta itteki no “tadashi”) |                        |                   |                        |
| 33 | 2 febbraio 2024 | ISBN 978-4-08-883777-2 | 26 settembre 2024 | ISBN 978-88-287-9716-6 |
| 33 | Capitoli - 123. (泣き虫ありすの大冒険?, Nakimushi Arisu no daibōken) - 124. (ボロ雑巾の矜持?, Boro zōkin no Puraido) - 125. (闇を雪ぐ?, Yami o sosogu) - 126. (あの日それが愛だと気づいていれば?, Ano ni sore ga aida to kidzuite ireba)                                                                                  |                        |                   |                        |
| 34 | 4 luglio 2024 | ISBN 978-4-08-884045-1 | 30 gennaio 2025   | ISBN 979-12-21908-42-8 |
| 34 | Capitoli - 127. (んん！？?, Nn!?) - 128. (甘い呪い?, Amai noroi) - 129. (光る禍野のまん中で?, Hikaru Magano no no man'naka de) - 130. (標なき未来?, Hyō naki mirai) |                        |                   |                        |
| 35 | 1º novembre 2024 | ISBN 978-4-08-884219-6 | 15 maggio 2025    | ISBN 979-12-21918-36-6 |
| 35 | Capitoli - 131. (まっ白な闇を祓う?, Masshirona yami o harau) - 132. (彼方からの悲鳴?, Kanata kara no himei) - 133. (あたたかい風?, Atatakai kaze) - 134. (加布羅、昇天?, Kabura shōten) |                        |                   |                        |

#### Capitoli non ancora in formatotankōbon
- 39.1.
- 49.1.

### Anime
Annunciato il 4 dicembre 2015 sul Jump Square, un adattamento anime, prodotto da Pierrot e diretto da Tomohisa Taguchi, è andato in onda dal 6 aprile 2016 al 29 marzo 2017. Le sigle di apertura e chiusura sono rispettivamente Valkyrie: ikusa otome (Valkyrie -戦乙女-? lett. "Valchiria: fanciulla guerriera") del gruppo Wagakki Band e Eyes (アイズ?, Aizu, lett. "Occhi") di Hitomi Kaji per gli episodi 2–13, Re:Call del gruppo idol iRis e Yadori-boshi (宿り星?) del duo Itowokashi per gli episodi 14–26, Sync dei lol e Hide and Seek delle Girlfriend dall'episodio 27. In tutto il mondo, ad eccezione dell'Asia, gli episodi sono stati trasmessi in streaming in simulcast, anche coi sottotitoli in lingua italiana, da Crunchyroll.

#### Episodi
| Nº | Titolo italiano Giapponese 「Kanji」 - Rōmaji | In onda           | In onda |
| Nº | Titolo italiano Giapponese 「Kanji」 - Rōmaji | Giapponese        |         |
| 1  | La coppia del destino - Lui incontra lei 「運命の二人 - BOY MEETS GIRL」 - Unmei no futari - Boy Meets Girl                                                                         | 6 aprile 2016     |         |
| 2  | Lo scontro delle stelle gemelle - Il fatidico duello 「双星交差 - A FATEFUL FIGHT」 - Sōsei kōsa - A Fateful Fight                                                                  | 13 aprile 2016    |         |
| 3  | Punto d'incontro - Il valore di un eroe 「すれ違い - A HERO'S WORTH」 - Surechigai - A Hero's Worth                                                                                 | 20 aprile 2016    |         |
| 4  | Il fragore della sventura - Un duo problematico 「禍野の音 - BOTHERSOME TWOSOME」 - Magano no oto - Bothersome Twosome                                                              | 27 aprile 2016    |         |
| 5  | L'11º guardiano delle stelle - Shimon la fenice 「十二天将 朱雀 - THE GUARDIAN SHIMON」 - Jūnitenshō suzaku - The Guardian Shimon                                                   | 4 maggio 2016     |         |
| 6  | Benio e Mayura - La festa delle ragazze 「紅緒と繭良 - GIRLS' PARTY」 - Benio to Mayura - Girls' Party                                                                              | 11 maggio 2016    |         |
| 7  | La nuova prova - Un gioco incredibile 「新たなる試練 - UNBELIEVABLE GAME」 - Aratanaru shiren - Unbelievable Game                                                                   | 18 maggio 2016    |         |
| 8  | I sentimenti di Rokuro - Confessione scioccante 「ろくろの気持ち - SHOCKING CONFESSION」 - Rokuro no kimochi - Shocking Confession                                                  | 25 maggio 2016    |         |
| 9  | Disgrazie incrociate - La tragedia arriva con un sorriso 「交錯する悲劇 - TRAGEDY COMES WITH SMILE」 - Kōsaku suru higeki - Tragedy Comes With Smile                                | 1º giugno 2016    |         |
| 10 | L'allenamento di Subaru - L'affascinante guardiana 「すばるの修行 - THE BEWITCHING GUARDIAN」 - Subaru no shugyō - The Bewitching Guardian                                          | 8 giugno 2016     |         |
| 11 | Fate del vostro meglio, sposini - Momenti fantastici 「新婚さんおきばりやす - FANTASTIC MOMENTS」 - Shinkon-san okibariyasu - Fantastic Moments                                     | 15 giugno 2016    |         |
| 12 | Datemi tregua - Kamui, l'aberrazione 「勘弁しろし - BASARA BOY KAMUI」 - Kanben shiroshi - Basara Boy Kamui                                                                         | 22 giugno 2016    |         |
| 13 | Il coraggio del ragazzo, il mio coraggio - Zero millimetri di distanza 「君の勇気、私の勇気 - ZERO MILLIMETERS APART」 - Kimi no yūki, watashi no yūki - Zero Millimeters Apart     | 6 luglio 2016     |         |
| 14 | Yukata, stelle e desideri - Speciale Tanabata 「浴衣と星と願い事 - TANABATA SPECIAL」 - Yukata to hoshi to negaigoto - Tanabata Special                                             | 13 luglio 2016    |         |
| 15 | Addio alla solitudine - Il risveglio dell'amore 「ひとりぼっちに さようなら - THE AWAKENING OF LOVE」 - Hitoribocchi ni sayōnara - The Awakening of Love                            | 20 luglio 2016    |         |
| 16 | Vita da esorcista - Salvezza e poi lacrime 「陰陽師として - SALVATION THEN WAILING」 - Onmyōji toshite - Salvation Then Wailing                                                     | 27 luglio 2016    |         |
| 17 | La testimonianza rossa lasciata dal maestro - Un nuovo talismano dal maestro 「師がくれた赤い証 - NEW TALISMAN FROM MASTER」 - Shi ga kureta akai akashi - New Talisman from Master | 3 agosto 2016     |         |
| 18 | La notte prima della battaglia finale - Trionfo sulla paura 「決戦前夜 - TRIUMPH OVER FEAR」 - Kessen zen'ya - Triumph Over Fear                                                    | 10 agosto 2016    |         |
| 19 | Peccato e impurità insieme - Dieci secondi per decidere 「罪もけがれも - THE 10 SECONDS DECISION」 - Tsumi mo kegare mo - The 10 Seconds Decision                                   | 17 agosto 2016    |         |
| 20 | La nostra strada - Verso il nostro futuro 「ふたりの道 - TO THE FUTURE WITH US TWO」 - Futari no michi - To the Future with Us Two                                                  | 24 agosto 2016    |         |
| 21 | La nascita delle nuove stelle gemelle - Dolce fatina 「双星新生 - SWEETIE FAIRY」 - Sōsei shinsei - Sweetie Fairy                                                                   | 31 agosto 2016    |         |
| 22 | Il marchio dell'impurità - L'angelo caduto filosofo 「ケガれてんじゃ～ん - PHILOSOPHICAL FILTHY SERAPHIM」 - Kegare tenjan - Philosophical Filthy Seraphim                          | 7 settembre 2016  |         |
| 23 | Stelle gemelle a ovest - È dura essere mamma 「双星 西へ - HARD TO BE MOTHER」 - Sōsei nishi e - Hard To Be Mother                                                                  | 14 settembre 2016 |         |
| 24 | Il sogno dell'impurità - Cos'è la bellezza 「ケガレの見た夢 - WHAT IS BEAUTIFULL?」 - Kegare no mita yume - What Is Beautifull?                                                     | 21 settembre 2016 |         |
| 25 | Paradiso, fonte, cielo, sé - Mancino, ritorna! 「天・元・空・我 - COME BACK! SOUTHPAW」 - Ten, moto, sora, ga - Come Back! Southpaw                                                 | 28 settembre 2016 |         |
| 26 | Le stelle gemelle VS i gemelli - Le ragnatele dei gemelli Aberrazione 「双星ＶＳ双生 - BASARA TWINS' STRINGS」 - Sōsei VS sōsei - Basara Twins' Strings                             | 5 ottobre 2016    |         |
| 27 | Il segreto di Mayura - Gli allenamenti segreti 「ひみつの繭良ちゃん - MAYURA'S SECRET LESSON」 - Himitsu no Mayura-chan - Mayura's Secret Lesson                                    | 12 ottobre 2016   |         |
| 28 | Tenma Unomiya - Trascendenza 「鸕宮天馬 - TRANSCENDENCE」 - Unomiya Tenma - Transcendence                                                                                           | 19 ottobre 2016   |         |
| 29 | La promessa di Sae - Il maestro esorcista scomparso 「さえとの約束 - MISSING EXORCIST MASTER」 - Sae to no yakusoku - Missing Exorcist Master                                       | 26 ottobre 2016   |         |
| 30 | Per sempre sorridente - Un eterno e amorevole sorriso 「いつまでも笑顔で - LOVELY SMILE FOREVER」 - Itsu made mo egao de - Lovely Smile Forever                                     | 2 novembre 2016   |         |
| 31 | Perché sono con te - Wai Wa Kinako Ya! 「そばにいるから - WAI WA KINAKO YA！」 - Soba ni iru kara - Wai Wa Kinako Ya!                                                               | 9 novembre 2016   |         |
| 32 | Nello scompiglio - Cercando il passato, cercando il futuro 「混沌の中に - SEEKING THE PAST, SEEKING THE FUTURE」 - Konton no naka ni - Seeking the past, Seeking the Future         | 16 novembre 2016  |         |
| 33 | Il favore del maestro - Voglio che mi mangi 「師の恩返し - I WANT YOU TO EAT ME」 - Moro no ongaeshi - I Want You To Eat Me                                                         | 23 novembre 2016  |         |
| 34 | Un'ottima accoppiata?! - Wachi vs Washi & Watashi 「名コンビじゃねぇ！ - WACHI vs WASHI & WATASHI」 - Mei konpi jane! - Wachi vs Washi & Watashi                                    | 30 novembre 2016  |         |
| 35 | La vendetta del burattinaio - Non sono solo 「復讐の傀儡師 - I AM NOT ALONE」 - Fukushū no kairaishi - I Am Not Alone                                                               | 7 dicembre 2016   |         |
| 36 | Che cosa proteggere? - Cos'è davvero importante? 「守るべきもの - WHAT IS REALLY IMPORTANT?」 - Mamorubeki mono - What Is Really Important?                                         | 14 dicembre 2016  |         |
| 37 | Spiriti in volo nella città dell'amore - Dimmi i tuoi veri sentimenti 「恋の町 舞い上がる - TELL ME HONEST FEELINGS」 - Koi no machi: maiagaru - Tell Me Honest Feelings            | 21 dicembre 2016  |         |
| 38 | Il giorno più nero di Narukami - Nessuna fuga, nessuno scampo 「鳴神町最凶の日 - NO WAY TO RUN, NO PLACE TO HIDE」 - Narukami-chō saikyō no hi - No Way to Run, No Place to Hide    | 4 gennaio 2017    |         |
| 39 | La sacra bestia dell'amore - La figlia combatte per il diletto del padre! 「慈愛の霊獣 - DAUGHTER'S FIGHT! FATHER'S DELIGHT」 - Jiai no reijū - Daughter's Fight! Father's Delight  | 11 gennaio 2017   |         |
| 40 | Il batticuore delle stelle gemelle - Finalmente il primo bacio? 「双星ときめく - FINALY THEY KISSED?」 - Sōsei tokimeku - Finally They Kissed?                                      | 18 gennaio 2017   |         |
| 41 | La caduta dei dodici! - Un buon incubo a voi, guardiani 「十二天将、墜つ！ - HAVE A NICE NIGHTMARE,12GUARDIANS」 - Jūnitenshō, otsu! - Have a Nice Nightmare, 12 Guardians          | 25 gennaio 2017   |         |
| 42 | Magano è la mia casa - Dimmi che non è così, Rokuro! 「故郷は禍野 - SAY IT AIN'T SO,ROKURO!」 - Furusato wa Magano - Say It Ain't So, Rokuro!                                       | 1º febbraio 2017  |         |
| 43 | Un sogno di mille anni - Malinconico misantropo 「千年の夢 - MELANCHOLIC MISANTHROPE」 - Sennen no yume - Melancholic Misanthrope                                                   | 8 febbraio 2017   |         |
| 44 | Separati nell'amore - Addio, mio tesoro 「愛すれど遠く - FAREWELL,MY PRECIOUS」 - Aisuredo tōku - Farewell, My Precious                                                             | 15 febbraio 2017  |         |
| 45 | La coppia divisa - Le stelle gemelle solitarie 「ひとりきりの二人 - LONELY TWIN EXORCIST」 - Hitori kiri no futari - Lonely Twin Exorcist                                           | 22 febbraio 2017  |         |
| 46 | Yuuto - Destino 「悠斗 - DESTINY」 - Yūto - Destiny | 1º marzo 2017     |         |
| 47 | Benio - Positivo 「紅緒 - POSITIVE」 - Benio - Positive | 8 marzo 2017      |         |
| 48 | Unità - Solidarietà 「団結 - SOLIDARITY」 - Danketsu - Solidarity | 15 marzo 2017     |         |
| 49 | Resurrezione - Restaurazione 「復活 - RESTORATION」 - Fukkatsu - Restoration | 22 marzo 2017     |         |
| 50 | Gemelli 「双星 - TWINS」 - Sōsei - Twins | 29 marzo 2017     |         |

### Videogioco
Un videogioco basato sulla serie, prodotto da Bandai Namco Entertainment e annunciato il 3 settembre 2016, è stato pubblicato per PlayStation Vita il 26 gennaio 2017. Nel gameplay il giocatore veste i panni del protagonista Rokuro.